# Burg La Tur
Die Ruine der Burg La Tur liegt auf dem Gemeindegebiet von Zillis-Reischen im Schams im schweizerischen Kanton Graubünden.

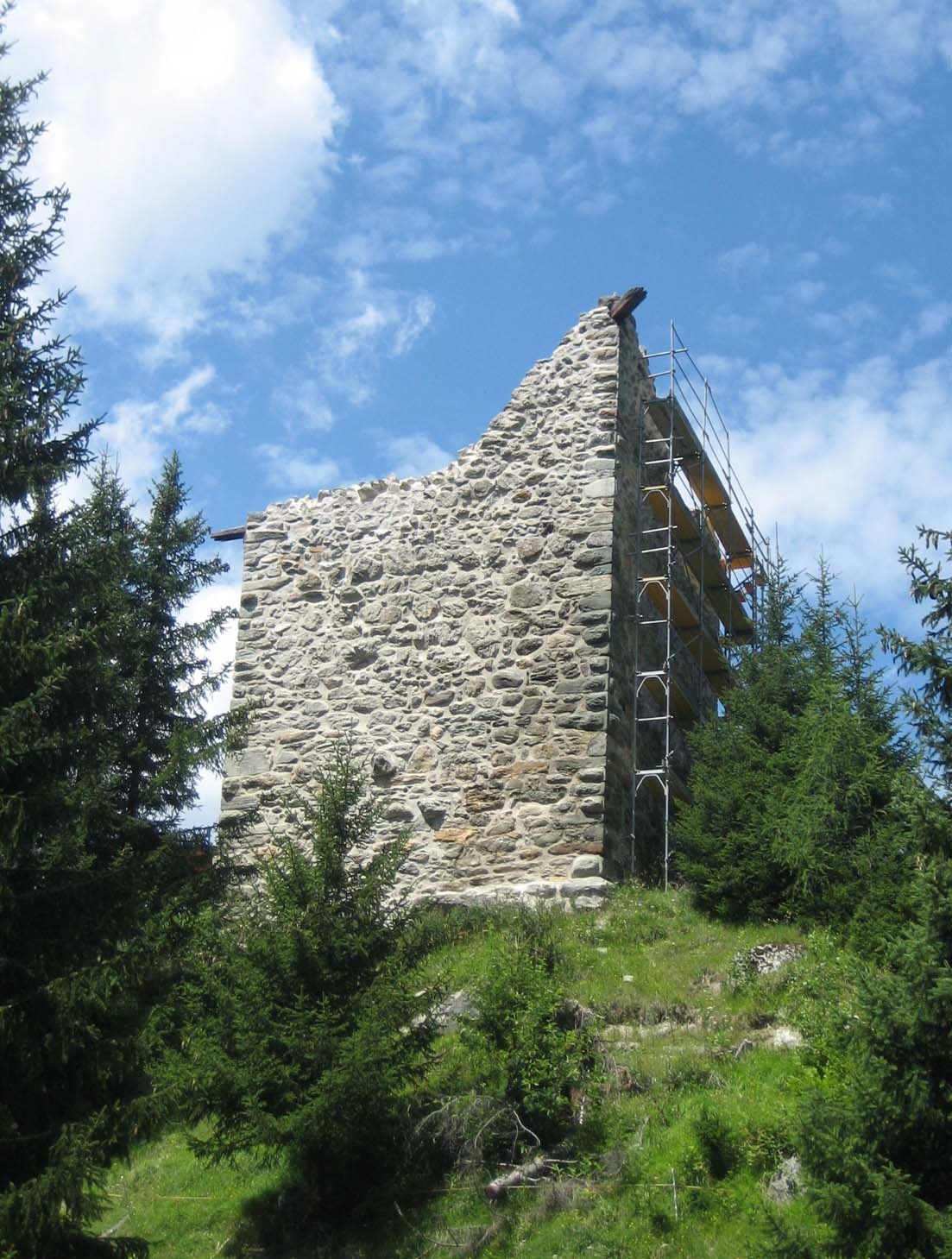
Südseite

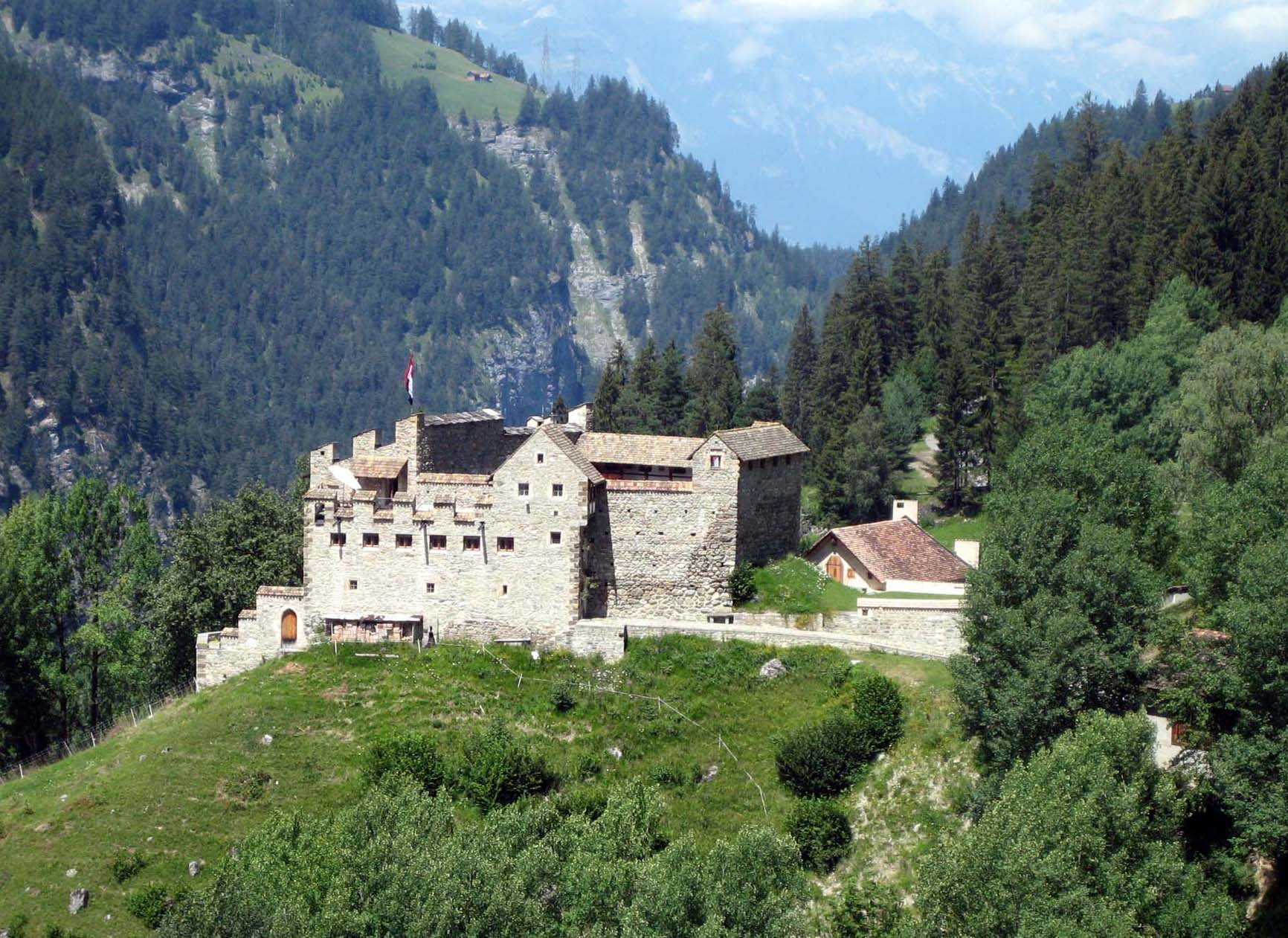
Nachbarsburg Haselstein

## Lage
Die Ruine der Höhenburg liegt auf 1164 m ü. M. am südlichen Rand des Vidostobels direkt oberhalb von Reischen, einer Fraktion des Dorfes Zillis. Sie kann durch einen Fussweg, der am Ende des Dorfes rechts abzweigt, in etwa zwanzig Minuten erreicht werden.

## Anlage
Erhalten geblieben ist ein dreigeschossiger, quadratischer Bergfried von gut 8 Meter Seitenlänge bei einer Mauerstärke von 2 Metern, die mit zunehmender Höhe abnimmt. Auffallend sind die grossen Eckbossen mit präzisem Kantenschlag. Der Turm kann durch einen nachträglich ausgebrochenen Eingang betreten werden. Im Innern zeigen vierkantige Balkenlöcher die Lage der Geschosse an.
Balkenreste an der Westwand zeigen den Verlauf einer Laube. Auf der Nordwestseite lag ein Hocheingang. Der Turm wurde nur durch wenige Schmalscharten erhellt.
Am Fuss des Turmes, von einem Graben getrennt, liegen Reste einer Trockenmauer, die zu einem Pferch gehört haben könnten.

## Geschichte
Urkundliche Hinweise auf die Entstehungszeit und Geschichte der Burg gibt es nicht. Sie dürfte jedoch älter sein als die wieder aufgebaute Burg Haselstein auf der anderen Seite des Tobels und vielleicht schon im 12. Jahrhundert entstanden sein. Auch ist nicht bekannt, wann und warum die Burg verlassen worden ist. Verbrannte Balkenreste und Brandspuren im Innern lassen auf ein Feuer schliessen.
Auch die Quellenlage des Geschlechts der von Reischen ist sehr spärlich. 1275 werden die von Reischen, Ministeriale des Churer Bischofs, erstmals erwähnt, spätere Nennungen erfolgen von 1277 bis 1446, wo ein Junker Hans von Reyschen erwähnt wird.
Angesichts der unwegsamen Lage der Burg hoch oberhalb des Transitweges von Thusis zum Splügen- und San-Bernardino-Pass könnte La Tur auch als Fluchtburg für die Bevölkerung gedient haben.
2001 wurde durch den Burgenfachmann Felix Nöthiger der Verein ‚pro tur’ gegründet mit dem Ziel, die Ruine zu erhalten und zu sichern. Von 2002 bis 2009 wurde die Burganlage unter der Leitung und dank der finanziellen Hilfe von Pro Castellis umfassend gesichert und für das Publikum zugänglich gemacht. Der Burgenverein Graubünden leistete mit fünf Arbeitswochen zur Sicherung einen wichtigen Beitrag.

## Galerie

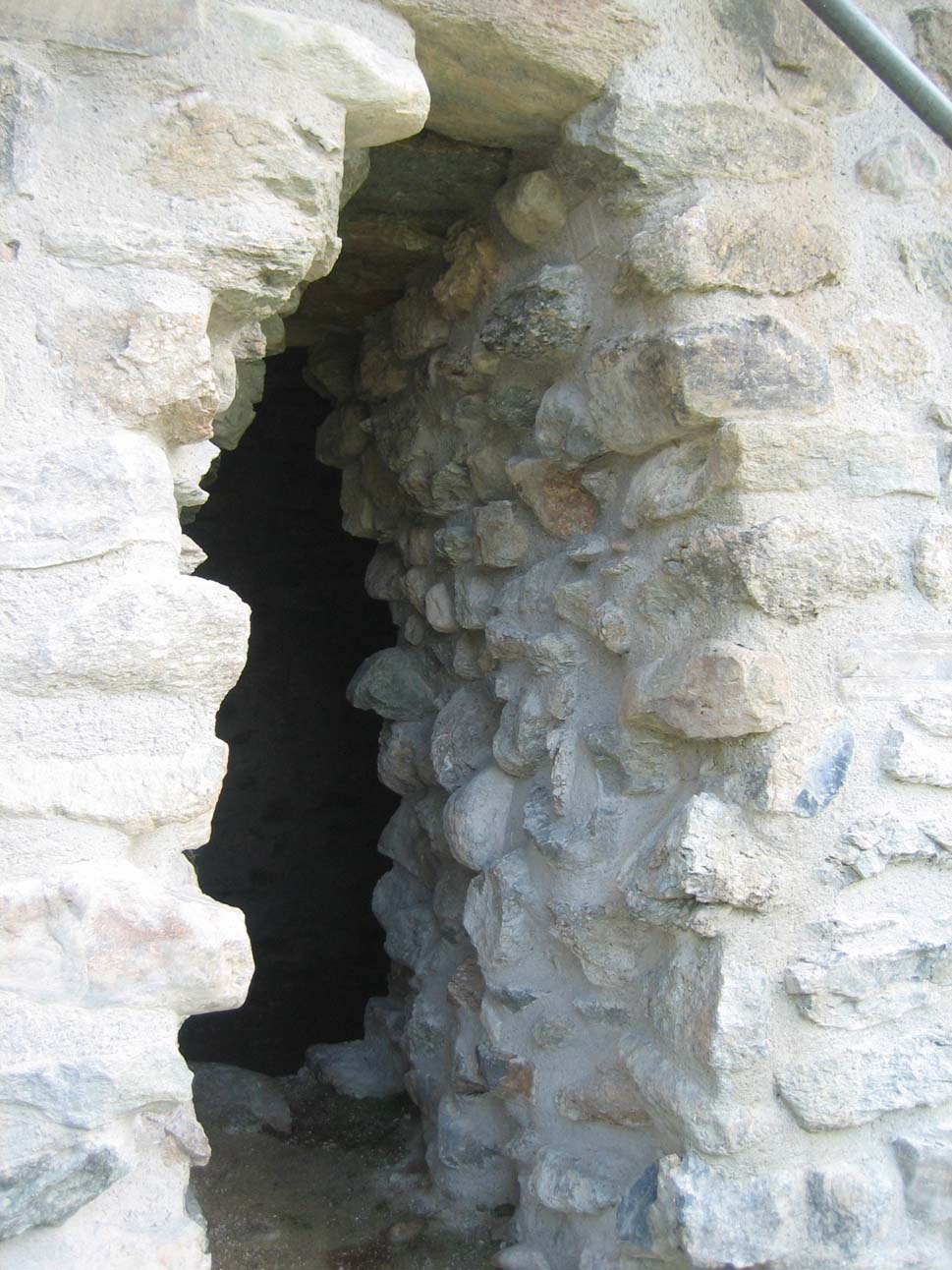
Eingang
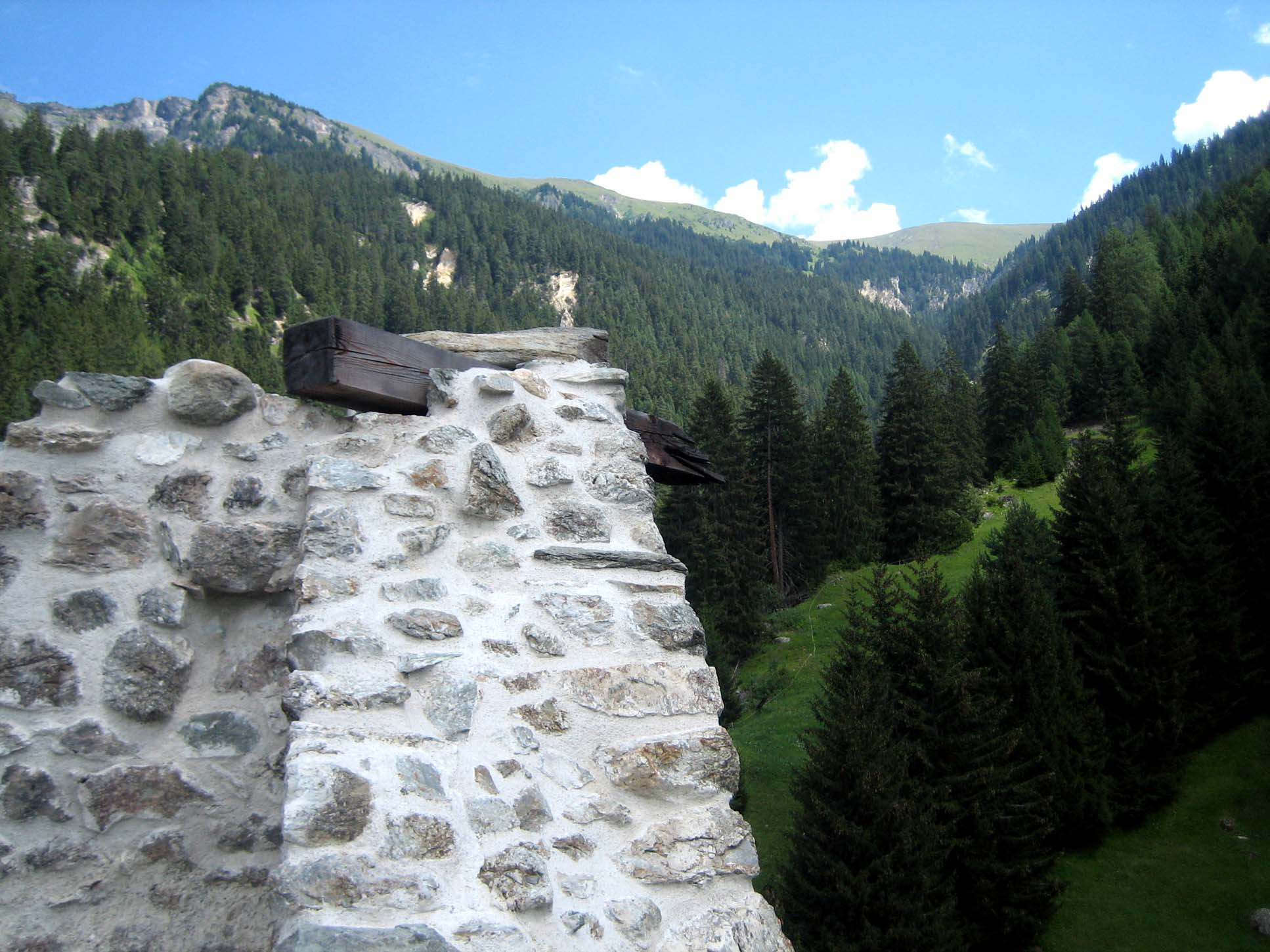
Turmabschluss
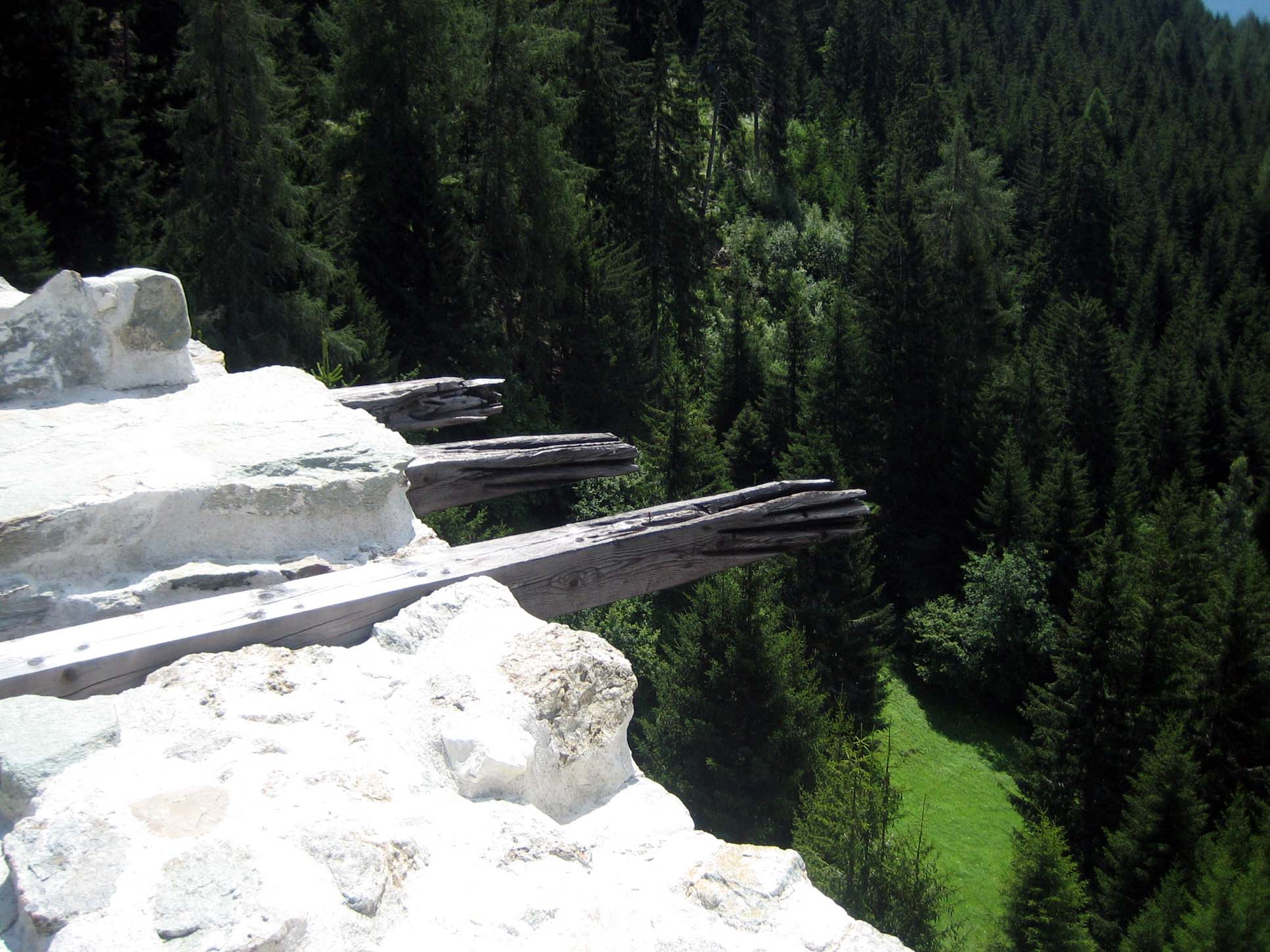
Balkenreste
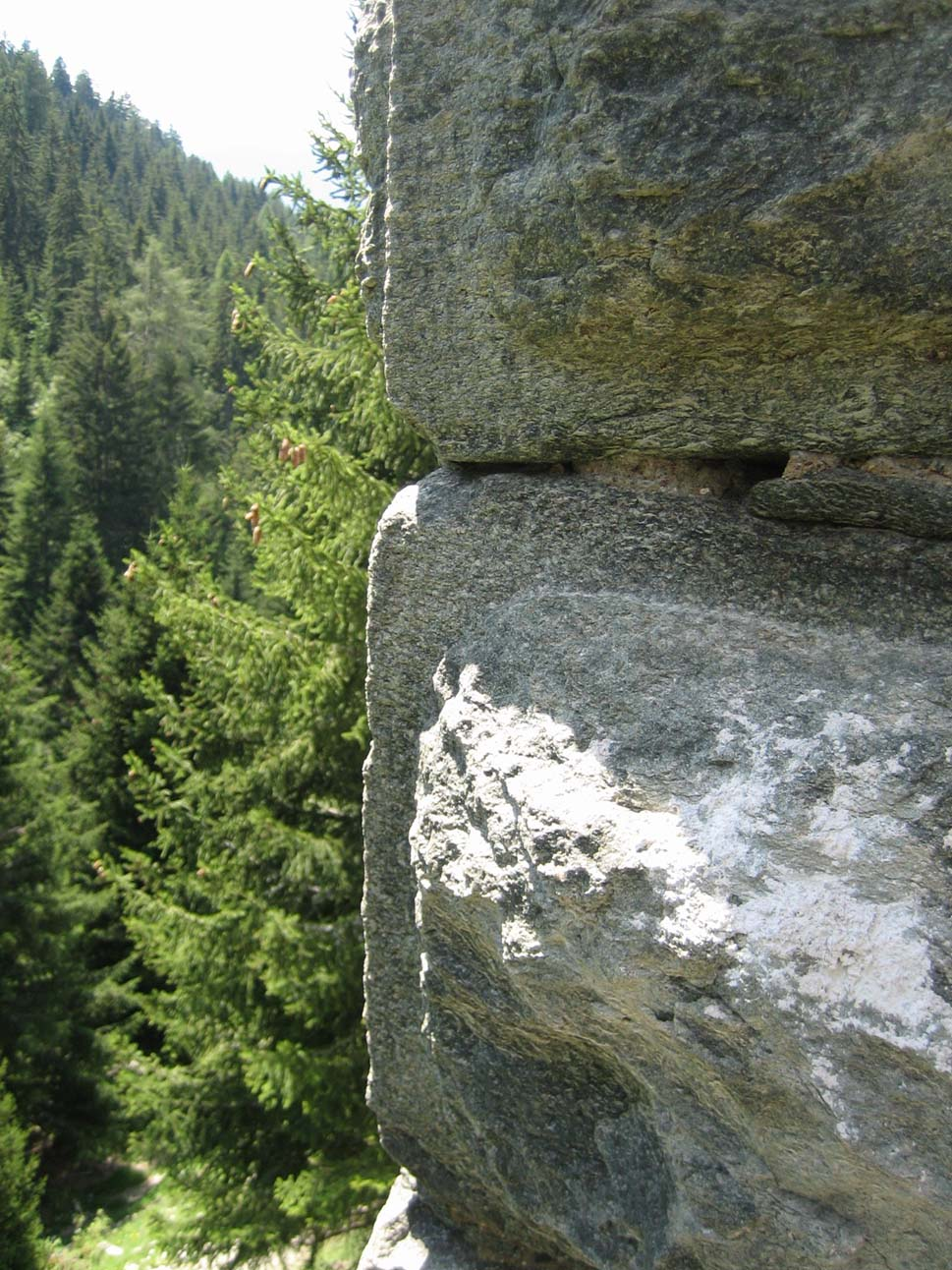
Eckbossen an der Südwestecke
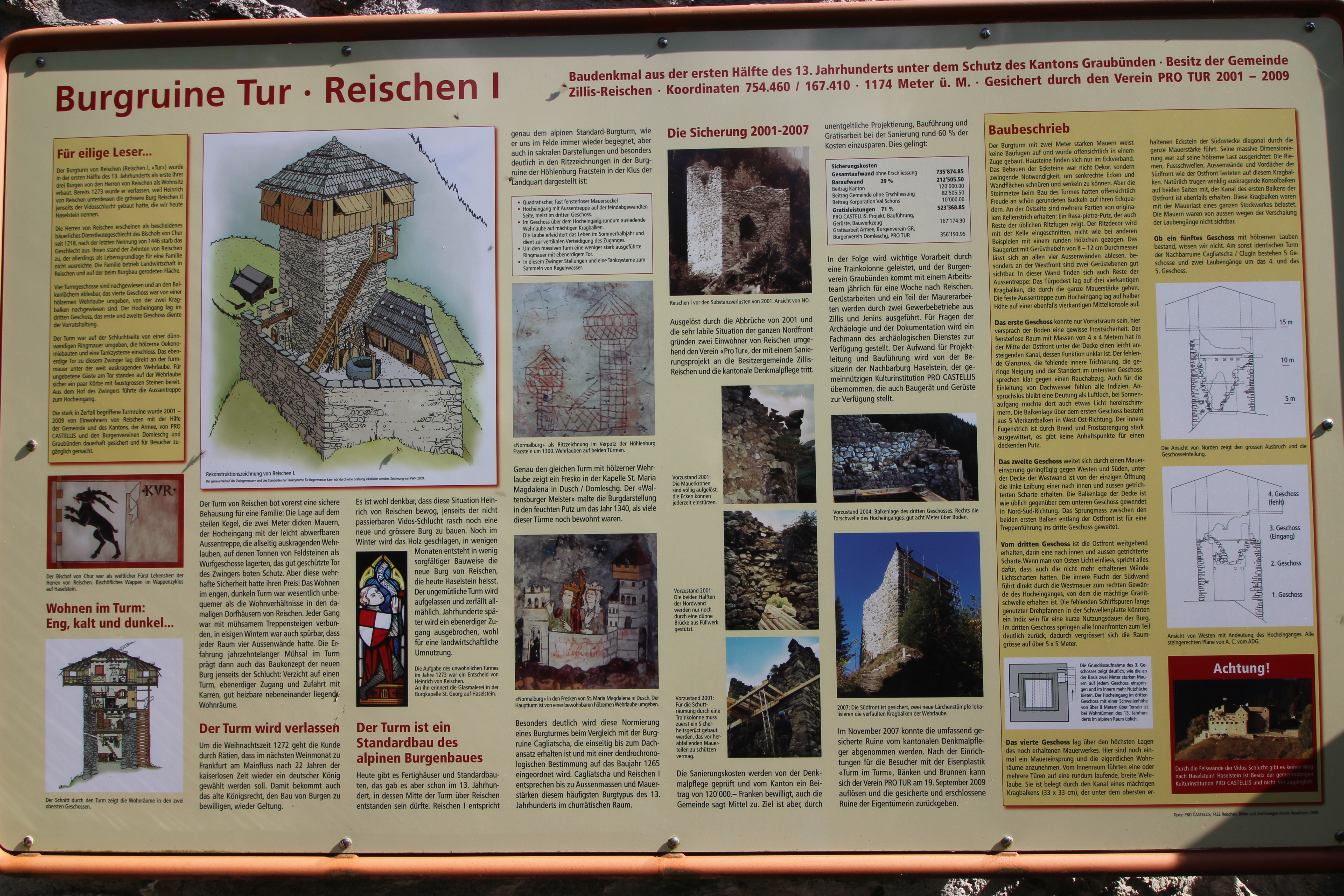
Infotafel an der Nordseite der Burg